# Тока
Тока́ (крим. Toqa, з 1948 по 2023 рік — Арте́мівка) — село Євпаторійського району Автономної Республіки Крим. Розташоване на заході району.
За данними сільради на 2009 рік, площа села 143 га, населення 247 осіб, кількість дворів — 91. День села 17 травня.

## Географія
Тока розташоване на заході району, на Тарханкутській височині, за 800 м на південь автодороги Т-0108 Євпаторія — Чорноморське, висота над рівнем моря — 93 м. Найближчі населені пункти — Кузнецьке розташоване за 4 км на схід, відстань до райцентру близько 10 км, найближча залізнична станція — Євпаторія — близько 60 км.

## Історія
Село відоме з часів Кримського ханства, в останній його період Току входив до Тарханського кадилика Кєзлєвського каймаканства, перша документальна згадка села зустрічається в Камеральному Описі Криму… 1784 року.
За Відомістю про волостя і селища, в Євпаторійському повіті зі свідченням кількості дворів і душ … від 19 квітня 1806, в селі Тока було 16 дворів і 99 жителів кримських татар.
У середині XIX століття, внаслідок політики російської адміністрації щодо місцевого населення, село було спустошено й заселено колоністами з росії.
За Статистичним довідником Таврійської губернії. Ч.ІІ-я. Статистичний нарис, випуск п'ятий Євпаторійський повіт, 1915 рік, в селі Ек-Токи було 26 дворів (усі двори безземельні) з російським населенням без приписних жителів, але з 181 — «стороннім» населенням, з яких 123 чоловіки. Мешканці землею не володіли, у господарствах було 35 коней, 228 волів, 93 корови та 763 голови дрібної худоби.
Згідно зі Списком населених пунктів Кримської АРСР за Всесоюзним переписом 17 грудня 1926 року, в селі Токи було 33 двори, всі селянські, населення становило 154 особи, всі росіяни, діяла російська школа.
18 травня 1948 року Указом Президії Верховної Ради РРФСР село перейменували на Артемівку.
У 2015 році село було внесено до переліку населених пунктів, які потрібно перейменувати згідно із законом «Про засудження комуністичного та націонал-соціалістичного (нацистського) тоталітарних режимів в Україні та заборону пропаганди їхньої символіки».
12 травня 2016 року постановою Верховної Ради України № 1352-VIII селу повернена назва Тока відповідно до вимог закону «Про засудження комуністичного та націонал-соціалістичного (нацистського) тоталітарних режимів в Україні та заборону пропаганди їхньої символіки». Постанова набрала чинности у 2023 році.